# Callopsylla oreinus
Callopsylla oreinus är en loppart som först beskrevs av Jordan 1937.  Callopsylla oreinus ingår i släktet Callopsylla och familjen fågelloppor. Inga underarter finns listade i Catalogue of Life.